# Francisco Antonio Bezerra Coutinho
Francisco Antonio Bezerra Coutinho (1 de janeiro de 1943) é um pesquisador brasileiro, membro titular da Academia Brasileira de Ciências na área de Ciências Físicas desde 3 de maio de 2011. É professor da Faculdade de Medicina da Universidade de São Paulo, desenvolvendo pesquisas na área da informática médica.
Foi condecorado na Ordem Nacional do Mérito Científico.